# コロンブスのたまご
株式会社コロンブスのたまごは、飲食店に特化した総合コンサルティングファーム。

## 概要
飲食店の新規開業及び既存店を対象に多店舗化、教育指導を主とするコンサルティングを行う。
1970年に大学入学と同時に外食産業の世界に足を踏み入れ、大学卒業後は自分で不採算店を買取るなどして6店舗を経営するなどした宇井義行が、26歳で株式会社フードサービスコンサルタントグループを設立。主に不採算店の建て直しを手掛ける。
その後、3000店を超える飲食店をコンサルティング。2000年10月にコロンブスのたまごを設立。2001年8月には、伊藤忠と共同で外食ベンチャーの支援事業を開始。
宇井のコンサルティング理念は「理論を実践に、情報は実用可能な戦術として形にして提供する」。著書は35冊以上ある。日本以外でも、アジア各国で注目され、中国語・韓国語での翻訳本が出版されている。テレビ・雑誌など、メディアでも活動する。
少なからずファンを獲得しているものの、全国レベルには達していない店舗など地域に埋もれた名店を見つけ出し、オリジナル商品の発掘を行うことで飲食の新業態の開発を行い、ライセンス販売という形でのFC化支援事業も手掛ける。フランチャイズとは異なり、地域性を重んじ個別の店の自由度を重視し、地域密着型の店舗開発を「新規事業のたまご」という位置づけで展開している。地元では注目を集め、オーナーの協力と支援のもと、同社のノウハウを加味することで商品を標準化し全国展開を目指す。均一化するのではなく、あくまでも地域性を重んじ、その地域独自の食材を使った差別化商品開発で店舗展開であり、画一的なパッケージを販売する「フランチャイズ」とは一線を画しているとしている。

### 社名の由来
- スペイン女王や資産家に働きかけ資金を得て新大陸発見へ旅立ったコロンブスの行動自体が「ベンチャー」である。
- コロンブスはグルメとしても知られ、現地の野菜を持帰ったが、特にじゃがいもは当時の食糧難のヨーロッパで広く栽培されるに至り、最悪な状況を回避できた。
- 卵は、食べ方がバラエティーに富み、栄養豊富。その可能性は無限大である。

との3つの観点から、先入観にとらわれずに肯定的に考え、発想の転換で可能にする。

## 沿革
- 前身である株式会社フードサービスコンサルタントグループを設立。
- 2000年 - 10月、コロンブスのたまご設立。
- 2001年
  - 8月、伊藤忠と共同で外食ベンチャーの支援事業を開始[11][16]。
  - 9月25日、FC本部企業を会員とし、仕入れの統合や共同出店などの経営効率化を目指すFC支援新組織設立[16]。
- 2006年 - 7月31日、USENと飲食店支援事業において業務提携。USENが運営するグルメ情報サイト「グルメGyaO」において飲食店支援サービスを開始[17]。value
- 2007年 - 7月、飲食ブランドのパッケージ開発「新規事業のたまご」を開始[14]。
- 2009年 - 12月12日、韓国H&Bと外食分野支援での業務提携を発表[18]。